# Industrialização

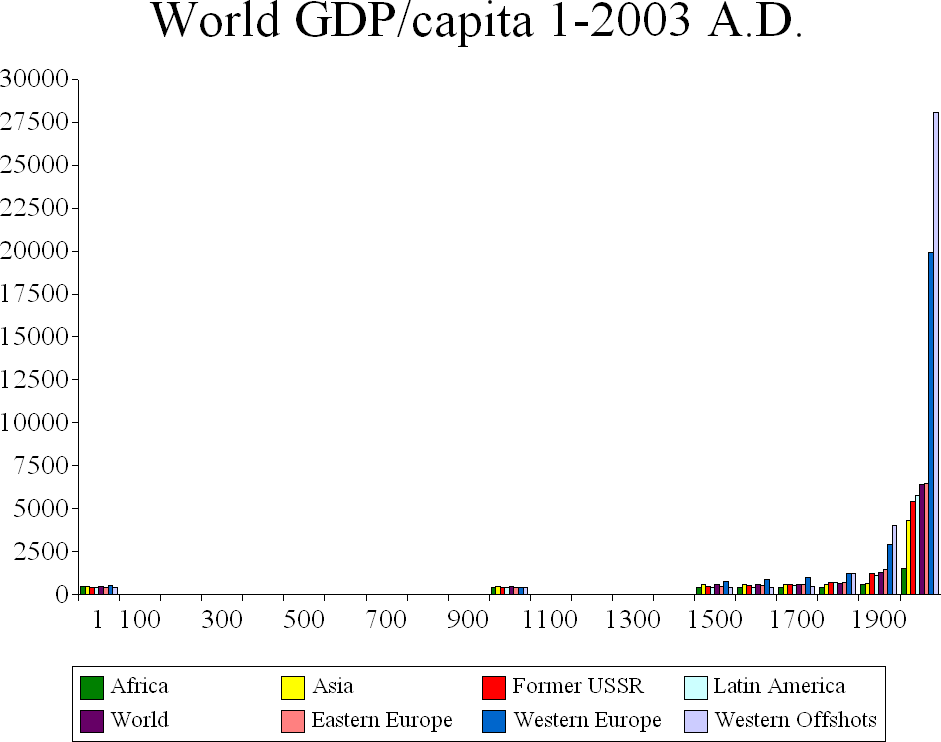
PIB mundial per capita mostra um crescimento exponencial desde o início da Revolução Industrial.

Industrialização é um tipo de processo histórico e social através do qual a indústria se torna o setor dominante de uma economia, mediante a substituição de instrumentos, técnicas e processos de produção, resultando em aumento da produtividade dos fatores e a geração de riqueza.
Assim, a economia, antes de base agrária, artesanal e comercial, passa a ter uma base urbana e industrial - o que gera transformações  profundas sobre os modos de vida e o padrão de relações sociais anterior. O sistema de produção artesanal, manual, espacialmente disperso, dá lugar à produção serial, mecânica,  espacialmente concentrada, padronizada, isto é, capaz de gerar produtos de qualidade homogênea.  Toda a economia e toda a sociedade se reorganizam em função do desenvolvimento da indústria.
A industrialização pode ser  parte de um processo mais amplo de modernização, em que a inovação tecnológica, desenvolvimento econômico e mudança social estão estreitamente relacionados. Há um processo de crescente racionalização, introduzindo mudanças de atitude dos indivíduos e da sociedade também com relação à natureza, que passa a ser vista principalmente como recurso produtivo.
Algumas das principais características do processo de industrialização são:
- aprofundamento na divisão do trabalho e da especialização;
- concentração da renda e da riqueza;
- intensificação da formação bruta de capital fixo;
- aumento da produtividade industrial e agrícola;
- aumento do consumo;
- generalização do trabalho assalariado;
- incremento da urbanização  e  desenvolvimento do setor de serviços.

Entretanto, a industrialização não ocorre em todos os países e, quando ocorre, pode não ser na mesma época ou da mesma forma.

## História

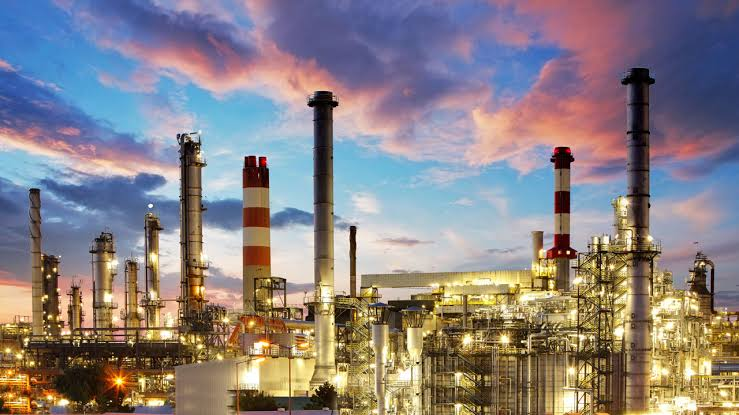
Uma fábrica moderna.

A partir de meados do século XVIII, na Inglaterra, ocorreram importantes mudanças tecnológicas, que tiveram profundo impacto no processo produtivo, com repercussões nas esferas econômica e social. A esse conjunto de transformações chamou-se Revolução Industrial. Depois da Inglaterra, vários outros países passaram por processos análogos, ao longo do século XIX. A chamada Primeira Revolução Industrial foi marcada pelo surgimento da primeira máquina a vapor e pelas consequentes mudanças na sociedade em virtude dessa nova tecnologia.
Na América Latina, a organização CEPAL criada em 1948 defendeu em seus primeiros trabalhos a industrialização como a alternativa para a região se desenvolver economicamente.
Já a chamada Segunda Revolução Industrial envolveu uma série de desenvolvimentos dentro da indústria química, elétrica e siderúrgica, com base no uso intenso do petróleo como fonte de energia.
Por fim, a Terceira Revolução Industrial, conhecida também como a Revolução Digital ou mesmo Era do Conhecimento, caracteriza-se pelo uso da informática e telemática e as consequentes transformações nas relações sociais e econômicas.